# NGC 102
NGC 102 је спирална галаксија у сазвежђу Кит која се налази на NGC листи објеката дубоког неба.
Деклинација објекта је - 13° 57' 22" а ректасцензија 0h 24m 36,5s. Привидна величина (магнитуда) објекта NGC 102 износи 13,5 а фотографска магнитуда 14,4. NGC 102 је још познат и под ознакама MCG -2-2-11, PGC 1542.